# Campiglossa freyae
Campiglossa freyae
 es una especie de insecto díptero que Lindner describió científicamente por primera vez en el año 1928.
Esta especie pertenece al género Campiglossa de la familia Tephritidae.